# East China Normal University
East China Normal University, också känt som ECNU, är ett universitet i Shanghai med campus i Putuo- och Minhang-distrikten. Det är ett av Kinas mest ansedda lärosäten, med drygt 30 000 studenter.
East China Normal University placerade sig 2020 på plats 531-540 i QS Universitetsvärldsrankning över världens bästa universitet.

## Kända personer som studerat vid ECNU
- Wang Huning, ledande kommunistisk kinesisk politiker. Han är för närvarande sekreterare i kommunistpartiets centralsekretariat.

- Han Zheng, ledande kommunistisk kinesisk politiker och borgmästare i Shanghai. Sedan partikongressen i november 2012 är han ledamot i den mäktiga politbyrån och han räknas till den femte generationens ledare i kommunistpartiet.[5]

- Li Yuanchao, ledande kinesisk kommunistisk politiker på nationell nivå.

- Liu Xiang (idrottare), Olympisk mästare på 110 meter häck för herrar.